# Hoys schreeuwuil
De Hoys schreeuwuil (Megascops hoyi) is een vogel uit de familie Strigidae (uilen). Deze vogel is genoemd naar de naar Argentinië geëmigreerde ornitholoog Gunnar Arthur Hoy (1901-1997).

## Verspreiding en leefgebied
Deze soort komt voor van zuidelijk Bolivia tot noordwestelijk Argentinië.

## Status
De grootte van de populatie is niet gekwantificeerd maar de soort wordt omschreven als plaatselijk algemeen. Op de Rode lijst van de IUCN heeft deze soort de status niet bedreigd.